# 瓦南布爾
瓦南布爾或沃南布尔（英语：Warrnambool，当地土著人的名字是Peetoop），当地老華僑譯作華南埠，是澳大利亚維多利亞州的一個城市，位於維多利亞州西南海岸。2016年6月瓦南布爾的人口估计有35,214人。瓦南布爾位于太子公路上，它是大洋路的最西端和霍普金斯高速公路的最南端。瓦南布爾是一個著名的觀光景點和度假圣地。

## 历史

### 名字来源
瓦南布爾的名字来源于位于是东北25千米外的锥形火山瓦南布爾山。瓦南布爾是这座山和住在当地的澳大利亚原住民部落的名称。在当地语言中前缀瓦南的意思是家或茅屋，而后缀布爾的意思不明。1845年被政府授命计划该市的勘察员威廉·弗勒·皮克林决定把它命名为瓦南布爾。今天的原住民土地拥有者是贡蒂贾马拉人。

### 原住民
澳大利亚原住民至少在3.5万年前就已经在瓦南布爾地区定居。住在梅里河附近的是贡蒂贾马拉人中的一族。他们在当地不同水道上建造巨大的石头和木头堰来捕捉鳗鱼。1841年英国人开始向当地殖民时在这个海岸地区有约400名原住民居住，在一座火山边上还有一座村落。今天当地还有一些原住民遗留下来的地名，其中包括Kunang，这是一个水源，过去袋鼠经常在这里喝水，也是一个村民集会庆祝的地方、Wirkneung今天是瓦南布爾的墓地、Puurkar是今天瓦南布爾的西山地区、Peetoop的意思是“小鹬”。

### 欧洲人海上勘探
一个流传很广的传说是克里斯托瓦奧·代·曼东沙在16世纪勘探附近海岸在今天的瓦南布爾搁浅。传说的来源是传说当地的捕鲸者在海岸边发现过一条用桃花心木造的船的残骸。船的来源有法国、中国、西班牙和葡萄牙等不同说法。但是今天没有任何物理迹象能够证明这条船残骸的存在。
最早有记录的欧洲人在当地探险时1800年12月苏格兰探险者詹姆斯·格兰特率领内尔森夫人号沿海岸勘察，他命名了一些地理标志。此后英格兰导航员馬修·福林達斯率领研究者号勘察当地还爱。1802年法国探险者尼可拉斯·包丁记录了当地海岸的标志。19世纪初捕鯨船经常来到当地。

### 英国殖民
1838年临近菲利港的捕鲸船船长亚历山大·坎普贝尔在梅里河入海口占据4000公顷地，开始了英国人在瓦南布爾的殖民历史。他在今天瓦南布爾所在的地方建造他的主住房和一座农场。1845年镇被计划和勘探，第一批产地于1847年被出售。1949年1月1日开设第一个邮局。
维多利亚淘金热时期瓦南布爾成为一座重要港口，由于附近的菲利港是私人产地1850年代里它成长迅速。1855年它被提升为自治居民区，1863年成为镇。1883年它被定义为城镇，1918年提升为市。1937年瓦南布爾南邮局开设（1973年关闭），1946年瓦南布爾东邮局开设，1947年瓦南布爾北邮局开设（1975年关闭）。

## 地理

### 气候
瓦南布爾属于海洋性温带气候。由于瓦南布爾直接面临西风带它的降水量比维多利亚州其它地区高，尤其在冬季降水量高。
2009年澳洲熱浪期间2009年2月7日瓦南布爾记录到一个最高温度记录44.8 °C（112.6 °F）。
| 瓦南布爾            | 瓦南布爾     | 瓦南布爾     | 瓦南布爾     | 瓦南布爾    | 瓦南布爾    | 瓦南布爾    | 瓦南布爾    | 瓦南布爾    | 瓦南布爾    | 瓦南布爾    | 瓦南布爾     | 瓦南布爾     | 瓦南布爾      |
| 月份                | 1月          | 2月          | 3月          | 4月         | 5月         | 6月         | 7月         | 8月         | 9月         | 10月        | 11月         | 12月         | 全年          |
| ------------------- | ------------ | ------------ | ------------ | ----------- | ----------- | ----------- | ----------- | ----------- | ----------- | ----------- | ------------ | ------------ | ------------- |
| 历史最高温 °C（°F） | 44.4 (111.9) | 43.5 (110.3) | 40.0 (104.0) | 34.4 (93.9) | 30.7 (87.3) | 23.1 (73.6) | 22.5 (72.5) | 24.0 (75.2) | 29.5 (85.1) | 33.8 (92.8) | 38.9 (102.0) | 42.5 (108.5) | 44.4 (111.9)  |
| 平均高温 °C（°F）   | 22.2 (72.0)  | 22.3 (72.1)  | 21.1 (70.0)  | 18.6 (65.5) | 16.1 (61.0) | 13.9 (57.0) | 13.3 (55.9) | 14.1 (57.4) | 15.7 (60.3) | 17.4 (63.3) | 19.0 (66.2)  | 20.7 (69.3)  | 17.9 (64.2)   |
| 平均低温 °C（°F）   | 12.8 (55.0)  | 13.3 (55.9)  | 12.3 (54.1)  | 10.4 (50.7) | 8.7 (47.7)  | 6.9 (44.4)  | 6.2 (43.2)  | 6.7 (44.1)  | 7.7 (45.9)  | 9.0 (48.2)  | 10.1 (50.2)  | 11.6 (52.9)  | 9.6 (49.4)    |
| 历史最低温 °C（°F） | 5.6 (42.1)   | 4.2 (39.6)   | 3.7 (38.7)   | 1.7 (35.1)  | −0.9 (30.4) | −0.6 (30.9) | −1.9 (28.6) | −1.6 (29.1) | 1.1 (34.0)  | 1.0 (33.8)  | 1.7 (35.1)   | 4.2 (39.6)   | −1.9 (28.6)   |
| 平均降水量 mm（）   | 32.9 (1.30)  | 34.3 (1.35)  | 47.6 (1.87)  | 60.3 (2.37) | 77.5 (3.05) | 76.9 (3.03) | 88.3 (3.48) | 85.6 (3.37) | 73.7 (2.90) | 63.7 (2.51) | 54.8 (2.16)  | 44.4 (1.75)  | 741.9 (29.21) |
| 平均降水天数        | 7.7          | 7.7          | 9.9          | 13.3        | 17.0        | 17.0        | 19.6        | 19.2        | 16.8        | 15.1        | 12.6         | 10.8         | 166.8         |
| 来源：澳洲氣象局    |              |              |              |             |             |             |             |             |             |             |              |              |               |

## 市容
瓦南布爾最初的规划是4x8的方块格式，其边界是岩浆街（北）、日本街（东）、梅里街（南）和汉娜街（西）。19世纪里的计划是仙子街将成为瓦南布爾的主街，原因是因为它离瓦南布爾火车站近。但是实际上利比希街却演化为中央商务区的主街。瓦南布爾中央商务区的一个特点是有许多圓環。

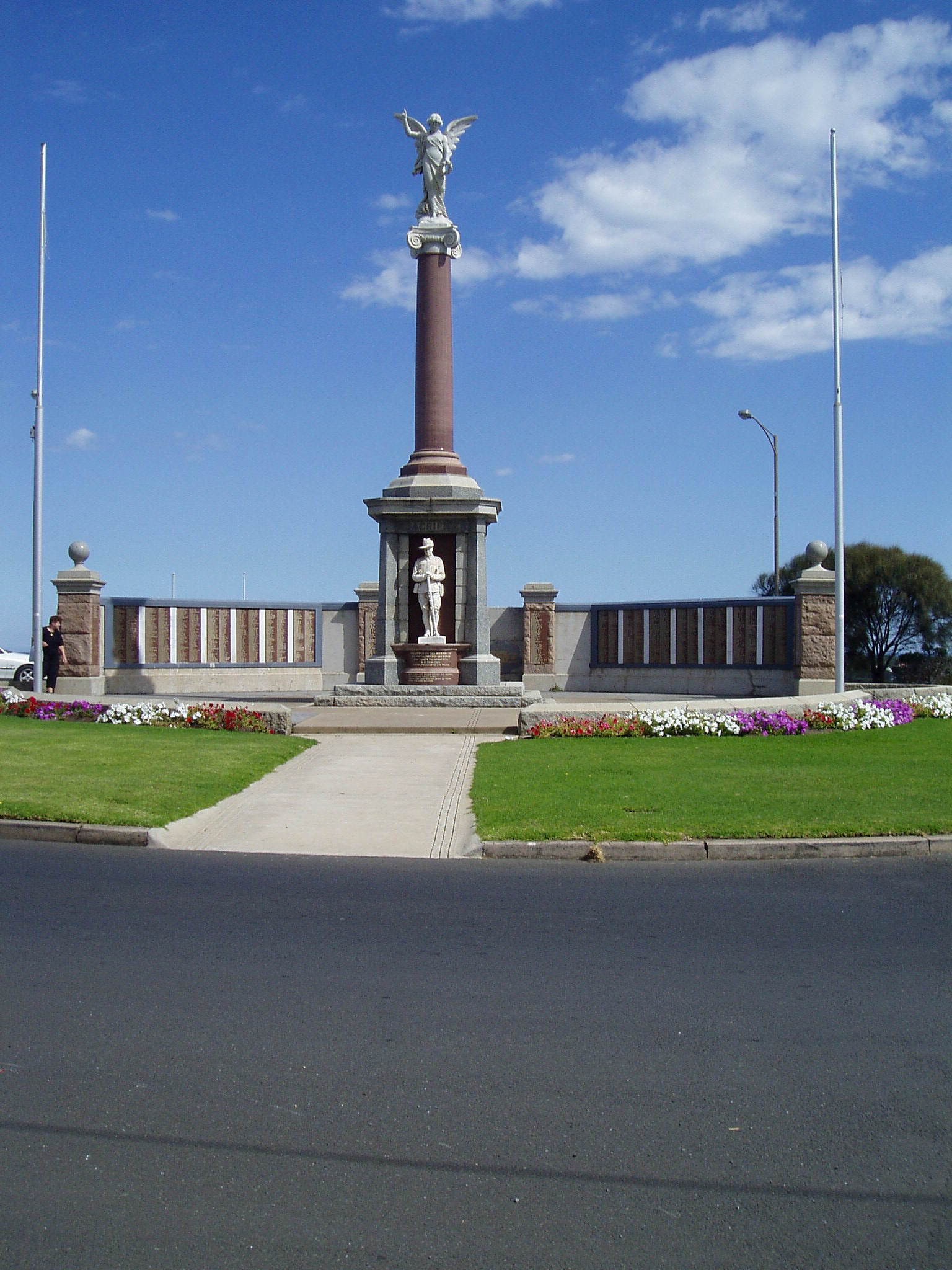
瓦南布爾战争纪念碑

在中央商务区外瓦南布爾植物园宽广弯曲的路径、罕见的树木、百合花池上野鸭游戏，此外它还有一个蕨类院和一带相连的巨筒。这些建筑物是景觀設計师威廉·加法叶设计的。
在中央商务区外还有11个市区。

## 文化

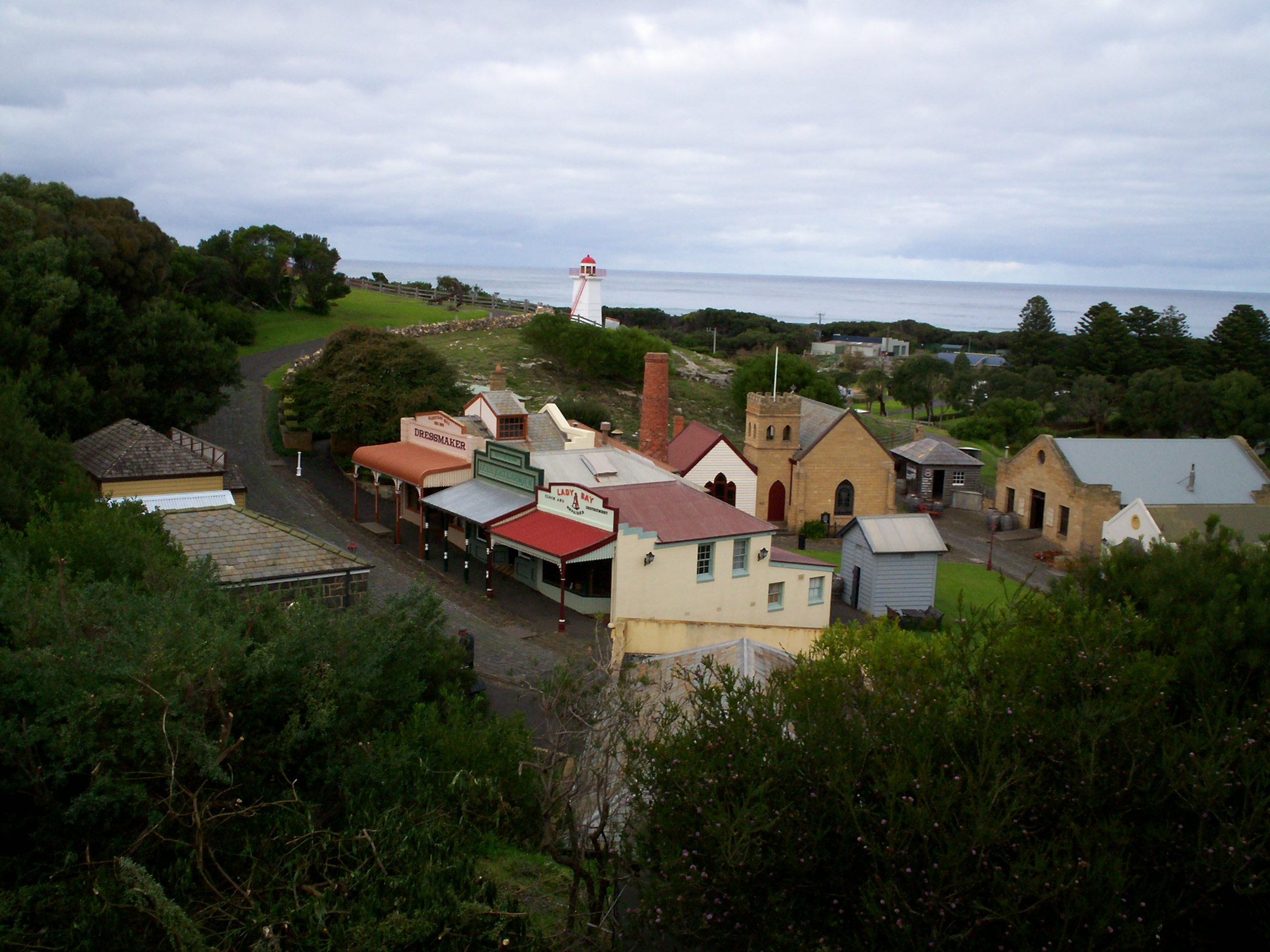
旗杆山航海博物馆

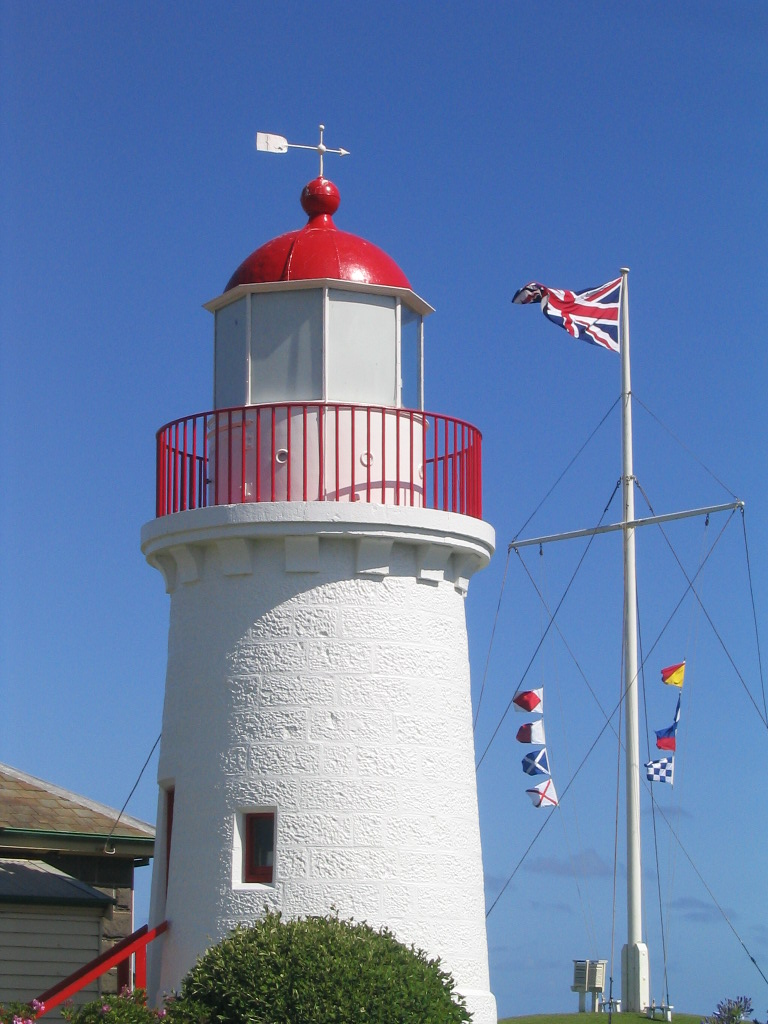
航海博物馆的灯塔

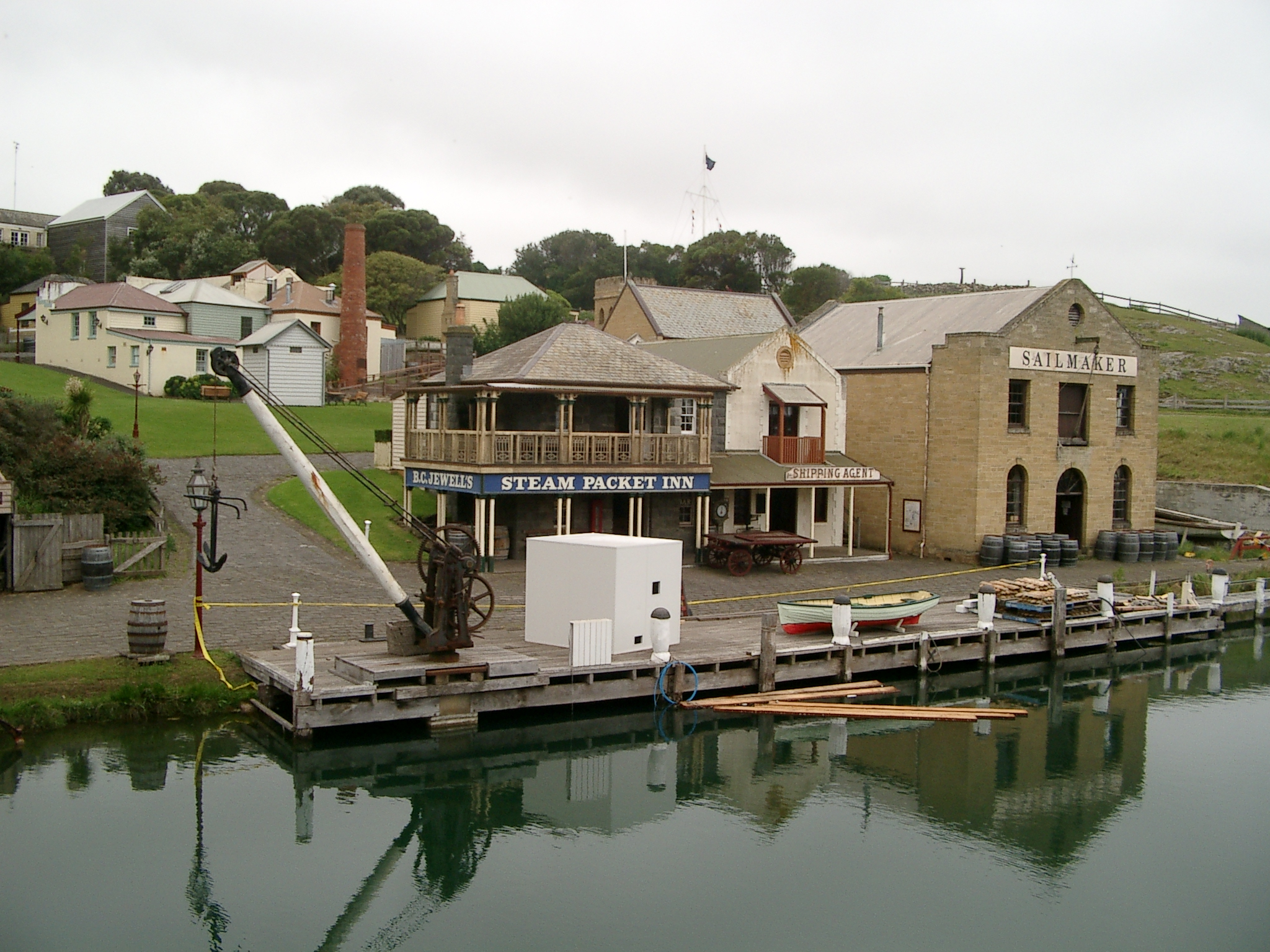
从海上看航海博物馆

每年6月末7月初瓦南布爾举办儿童庆祝Fun4Kids。举办地是中心商务区边上的灯塔剧院。（2017年最后一次举办，2018年初被中断。）
每年2月的第一个周末在瓦南布爾举办的沃恩塔节是维多利亚州西南部最大的社群节日。其节目包括各种针对各个年龄观众的表演（大多数是音乐）。
旗杆山航海博物馆位于瓦南布爾旗杆山上，这里也有原来的灯塔和瓦南布爾兵营。博物馆最著名的收藏是从一条沉船打捞的瓷器。今天的博物馆是围绕原来的灯塔建造的。它3次赢得维多利亚州旅游奖。它的其它展品包括船的残骸和贸易品，以及一座村落。
灯塔及其附属的房屋是维多利亚州受保护建筑群，它是殖民时期早期建筑物的见证。从1848年开始旗杆山顶上有一旗杆。1878年灯塔被搬到今天的位置。它们至今被用作通过瓦南布爾港口运河的导航点。
瓦南布爾海边是吸引众多人的游泳地区。这个地区也有一些房车停车场。

### 媒体
瓦南布爾有一份日报。当地有两家商业性电台。市内还有一个非盈利性的社群电台。ABC西南维多利亚的电台设在瓦南布爾。
在瓦南布爾可以接收到ABC、Prime7、GLV/BCV、WIN和特别广播服务公司的电视节目。在这些电视频道中WIN在当地生产本地节目。

### 体育
瓦南布爾是年度短跑赛车经典大赛的举办地。由于它的举办事件每年澳大利亞日长周末它吸引澳大利亚和国际赛车驾驶员来参赛。
墨尔本到瓦南布尔经典公路自行车赛的终点是瓦南布爾。它是世界上最长的一日自行车赛。从1895年开始每年10月赛事举办，是世界上第2老的自行车赛。
瓦南布爾有一赛马俱乐部：瓦南布爾赛马俱乐部。每年该俱乐部举办约20次比赛，其中包括瓦南布爾杯和每年5月第一个星期举办的为期三日的年度大障碍赛。伍德福德赛马俱乐部每年也在瓦南布爾举办一次比赛。
瓦南布爾格雷伊獵犬赛跑俱乐部定期举办格雷伊獵犬赛跑比赛，一般这些比赛赛周四举行。獵犬赛跑的瓦南布爾杯每年于5月的第一个周三举行。每年圣诞节到新年之间该俱乐部在海边举办娱乐活动。该俱乐部是1978年7月27日创办的。
瓦南布爾有一长410米椭圆形的泥土赛车道，它位于市东5千米处。在这条赛车道上不但举办维多利亚州冠军赛，而且还举办澳大利亚短跑赛车冠军赛、澳大利亚超级轿车冠军赛和澳大利亚街头股票冠军赛。世界短跑赛车锦标赛系列也经常在这里举办，从1987年这个系列开始它是5个每次都在这里举行比赛的5个赛车道之一。从1973年开始年度短跑赛车经典大赛在这条跑道上举办，它是澳大利亚最大的短跑赛车赛，有时其参赛人数甚至高于美国的诺克斯维尔国民赛，好的赛车驾驶员这两场赛事都参加。1979年、1986年、1994年、1999年、2003年和2011年经典大赛和澳大利亚冠军赛6次同时在这条赛道上举办。悉尼的10次澳大利亚冠军加里·拉什于1986年唯一能够在获得瓦南布爾获得双重冠军：他首先赢得他的第6次经典赛冠军，一周后又赢得他的第7次澳大利亚冠军。
瓦南布爾有两支在维多利亚州联赛参赛的曲棍球队。
2008年9月1日至3日瓦南布爾与墨尔本一起举办2008年澳式足球国际杯。共14个国家参加这场澳式足球赛。澳式足球在瓦南布爾非常普及，当地有非常活跃的联赛，许多著名球员来自当地。市内有众多澳式足球队，其中3个在维多利亚州西南联赛参赛，更多参加瓦南布爾地区的联赛。
瓦南布爾高尔夫球俱乐部有一18个孔的场地，被列入澳大利亚最好的100个高尔夫球场地之一，而且对公众开放。

## 经济

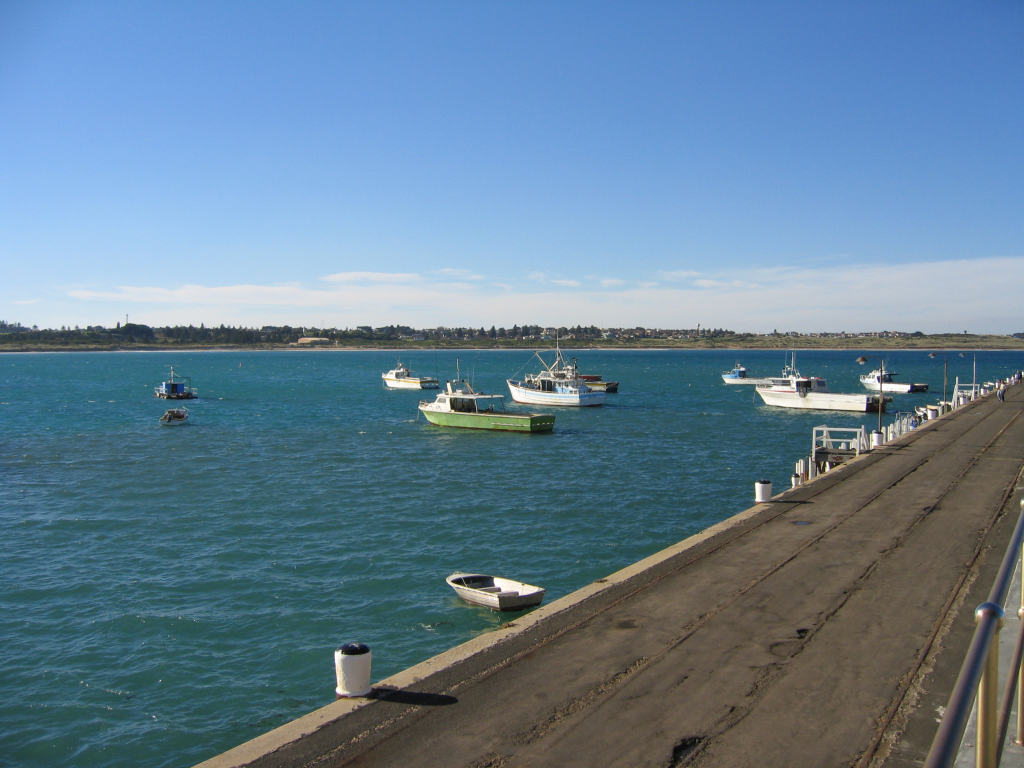
从瓦南布爾港向北看

瓦南布爾每年吸引许多游客，同时也是一个地区性的服务中心。大洋路和瓦南布爾附近的沙滩为它带来许多旅游者，其中一些沙滩可以用来衝浪。冬季市附近的海面上可以看到露脊鯨，游客可以乘船去賞鯨。
瓦南布爾的主要经济行业是农业及其有关的工业，尤其奶牛牧场以及相关的奶加工工业。其它重要工业和服务业包括零售、教育、健康、肉加工、衣着制造和建筑业。

## 居民
瓦南布爾15.9%的居民是出生在澳大利亚外的，这比澳大利亚的平均33.3%低许多。1.6%的居民是澳大利亚原住民。

## 政治
当地政府是瓦南布爾市政府。
在州竞选时到2002年为止它属于瓦南布爾选区，此选区2002年被废除。此后瓦南布爾属于西南海岸选区。澳大利亚自由党前首相丹尼斯·纳凡在2015年退休前始终赢得这个席位。他退休后席位依然被自由党人赢得。
在联邦选举中瓦南布尔是旺農选区最大的城市，从1955年以来一直是自由党赢得的选区。澳大利亚工党在瓦南布爾市区获得的选票数比周边农村地区要高许多。前总理马尔科姆·弗雷泽连续赢得此选区28年，此前前国会议长戴维·豪可尓连续赢27年。

## 教育

### 小学
瓦南布爾有多座小学。

### 中学
瓦南布爾有两所公费中学Brauer College以及Warrnambool College，另有一所天主教中学Emmanuel College，一所新教中学King's College。

### 高等院校
瓦南布爾唯一的大学设施是迪肯大學瓦南布爾校园。

## 环境

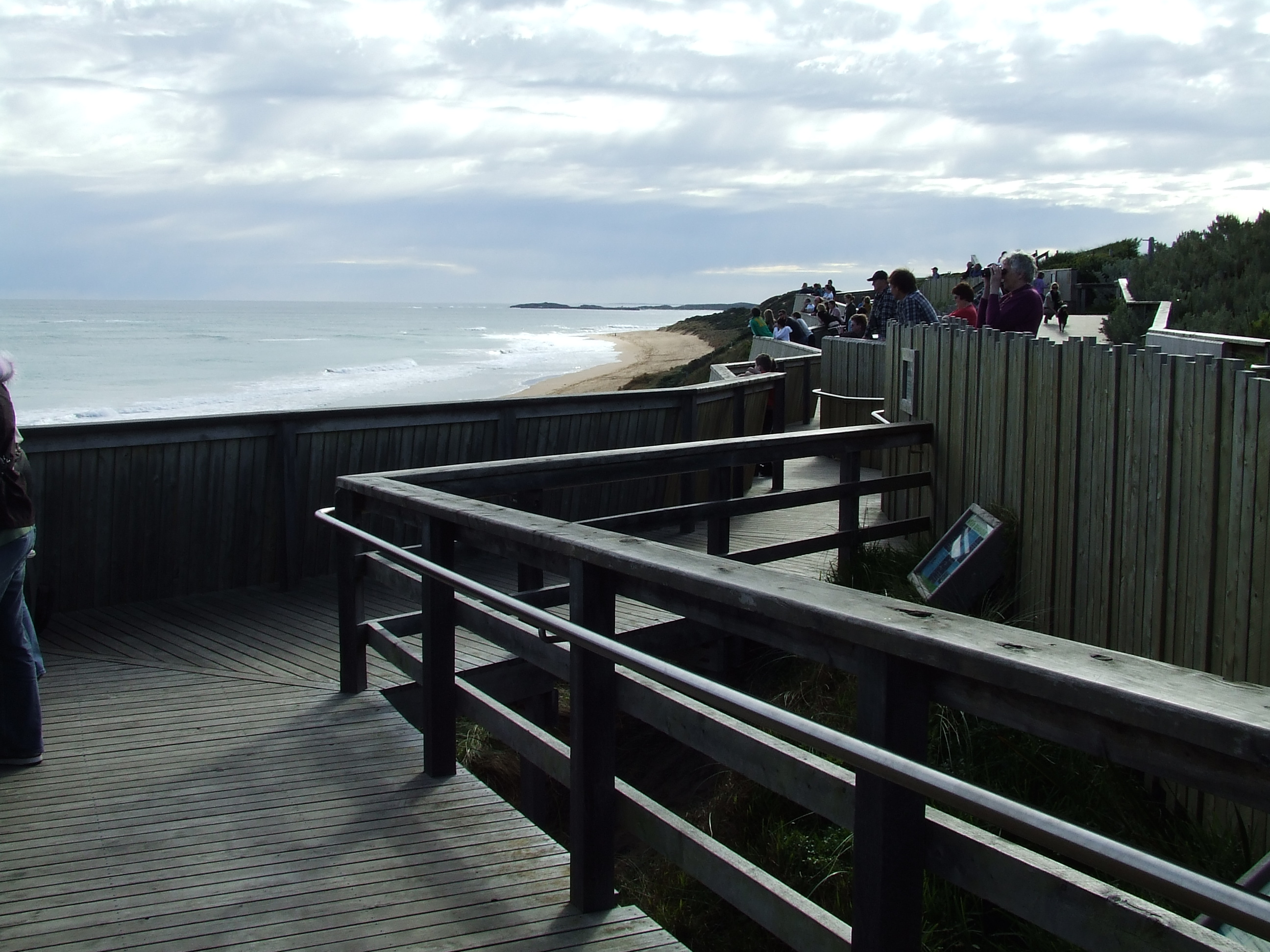
洛干沙滩上的赏鲸站

市东的洛干沙滩被确定是南露脊鯨（Eubalaena australis）生育的地方，许多游客来到这里从陆地上观察鲸。在大多数年份里5月末到8月之间会有1至3头成年母鲸来到这里。她们到达后数天内就会产仔。幼仔跟在母兽身边，一般在9月中到9月末之间它们一起离开。除南露脊鯨外当地海岸线还有非洲毛皮海狮、小藍企鵝和海豚来访。冬季和早春信天翁飞过海岸，从瓦南布爾的观海台可以看到它们。
在瓦南布爾的中岛上有一群小藍企鵝生活（Eudyptula minor）。狐狸使得它们的数量骤减。2005年岛上仅剩下4只企鹅。瓦南布爾市政府决定引入馬瑞馬牧羊犬看护企鹅。这样的项目是全球首次。通过这个措施2009年岛上的企鹅已经恢复到上百只。2015年企鹅的数量达到近200只。这个事件被拍成一部电影。

## 交通
瓦南布爾位于西起菲利港东至特兰的太子公路上。它还是霍普金斯高速公路的西南终点。大洋路的终点位于瓦南布爾以东13千米处。
从瓦南布爾有去往墨尔本和吉朗的火车。V/Line客车每天在瓦南布爾停两站：瓦南布爾火车站和位于市最东端德歇尔伍德站。太平洋国家为当地德一家集装箱公司每天运行一列集装箱货车。
瓦南布爾市内有公共汽车，这些交通也链接郊区以及附近城市菲利港和科罗伊特。V/Line的长途客车从瓦南布爾去往芒特甘比尔、巴拉瑞特、亚拉腊、卡斯特顿，以及通过大洋路到吉朗。

## 医疗
瓦南布爾有两座医院。

## 名人
- Airbourne硬摇滚乐队
- 斯莫基·道森，乡村音乐演奏家，在瓦南布爾长大
- 约翰·卡鲁·埃克尔斯，1963年诺贝尔生理学或医学奖获得者

### 体育人物
- 馬克·萊許曼，高尔夫球手
- 克里斯蒂安·瑞安，划船运动员，2000年奥林匹克银牌获得者
- 內森·索比，篮球运动员

## 外部連結
- 瓦南布爾市议会官方网站 （页面存档备份，存于） （英文）
- 瓦南布爾旅游协会官方网站 （英文）
- . 澳大利亚气象局. 澳大利亚联邦政府.   [2020年6月22日]. （原始内容存档于2021年4月12日） （英语）.
- 维多利亚州旅游局 – 瓦南布爾 （页面存档备份，存于） （英文）